# Beyond Shadowgate
Beyond Shadowgate è un videogioco per TurboGrafx-16 pubblicato nel 1993. È il primo seguito di Shadowgate.

## Trama
La storia comincia alcuni secoli dopo la sconfitta di Talimar da parte di Lord Jair: il re di Westland, discendente di quest'ultimo, viene assassinato; il principe Erik, suo figlio, apprende la notizia di ritorno da un lungo viaggio, ma viene immediatamente fatto imprigionare dal Primo Ministro con l'accusa di essere l'assassino. Erik deve quindi fuggire dalle prigioni per scoprire e sventare i piani del Primo Ministro.

## Modalità di gioco
Beyond Shadowgate è un'avventura grafica ma, a differenza del primo capitolo, introduce una prospettiva di piattaforma (platform), il movimento del personaggio autonomo dai comandi principali e l'aggiunta della possibilità di chinarsi e di tirare pugni. Per procedere nel gioco è necessario risolvere enigmi ed evitare trappole, che porteranno inevitabilmente a una scena di morte.